# Бухта Кренкеля
Бу́хта Кре́нкеля — крупный залив моря Лаптевых (Северный Ледовитый океан) у юго-восточного побережья острова Комсомолец (Красноярский край, Россия).

## История исследования
Впервые обследован в 1931 году экспедицией Г. А. Ушакова и Н. Н. Урванцева. Во второй половине августа 1932 года по акватории этого залива прошёл с севера на юг ледокольный пароход «Александр Сибиряков», совершая первый в мире обход с севера вокруг архипелага Северная Земля. Радистом корабля в этом рейсе был Э. Т. Кренкель.
Название в честь полярного исследователя, радиста Эрнста Кренкеля предложено Гидрографическим предприятием Министерства морского флота СССР и утверждено решением исполнительного комитета Красноярского краевого Совета депутатов 2 марта 1973 года.

## Краткое описание
Представляет собой широкий, открытый на юго-восток, залив, расположенный от мыса Розы Люксембург на севере почти до пролива Красной Армии на юге. Побережье залива почти на всём протяжении представляет собой ледяной обрыв высотой до 12 м, образованный спускающимся с острова ледником Академии наук, крупнейшим по площади в России. Свободны от ледового покрова лишь два небольших участка побережья: на севере (к западу от мыса Розы Люксембург) и на юге (у мыса Бухтеева).

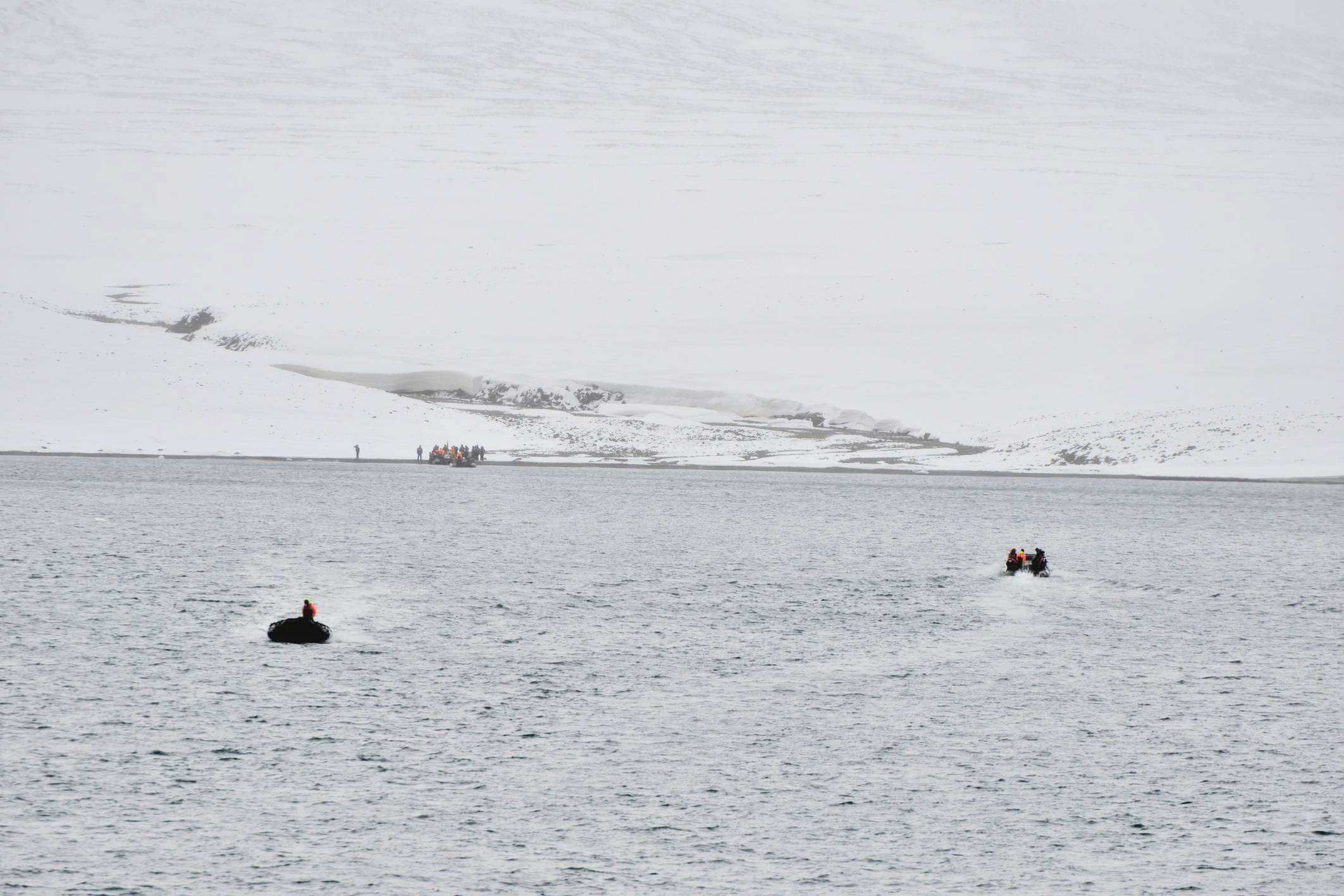
Участники немецкой научной экспедиции в бухте Кренкеля 31 августа 2014 года